# 店村镇
店村镇，是中华人民共和国甘肃省陇南市成县下辖的一个乡镇级行政单位。

## 行政区划
店村镇下辖以下地区：
张家寨村、东大寨村、折庄村、卯上堡村、黑旗寨村、尹家寨村、店村、毛坝村、安家沟村、柏柳村、王家山村、朱家桥村、友联村、石关子村和黑家山村。